# Суха (Свідвинський повіт)
Суха (пол. Sucha) — село в Польщі, у гміні Полчин-Здруй Свідвинського повіту Західнопоморського воєводства.
Населення — 301 особа (2011).

## Демографія
Демографічна структура станом на 31 березня 2011 року:
|          | Загалом | Допрацездатний вік | Працездатний вік | Постпрацездатний вік |
| -------- | ------- | ------------------ | ---------------- | -------------------- |
| Чоловіки | 153     | 34                 | 113              | 6                    |
| Жінки    | 148     | 32                 | 99               | 17                   |
| Разом    | 301     | 66                 | 212              | 23                   |